# Miorița și literatura cultă
În literatura română, cele mai cunoscute opere literare inspirate din balada Miorița sunt poezia „Mai am un singur dor” (în patru variante) de Mihai Eminescu (scrisă în decembrie 1883), respectiv romanul Baltagul (1930) de Mihail Sadoveanu.
Literatura străină. În anul 1962, Giovanni Battista Pighi, profesor la Universitatea din Bologna (Italia) publică volumul “Le tre ecloghe ultime – X, XI, XII”. În cea de-a treia secțiune (“Ecloga XII sive ovis perdita”) sunt descrise posibilele consecințe ale unui război atomic, de factură apocaliptică. Printre puținii supraviețiutori ai cataclismului se află și doi păstori. Aceștia, spre a-și fortifica speranța și credința că “omenirea își poate relua firul vieții din capătul uitat al civilizației”, se îmbărbătează cântându-și unul altuia “cântece bătrânești”. 
Primul cioban – din străvechea Indie – reproduce “ două hime vedice”, iar al doilea – din legendara Dacie – “tragănă melodios Miorița”. Iar forța semnificației e totală: lumea nu se sfârșește cu Miorița, ci lumea o poate lua de la început cu ajutorul ei. Este, printre altele, o replică severă dată interpretărilor ce vizau fatalismul mioritic 